# Robert Robertson
Robert Gordon Robertson (ur. 31 marca 1938 w Durbanie) – rodezyjski hokeista na trawie i krykiecista, olimpijczyk.
Uczestnik Letnich Igrzysk Olimpijskich 1964, na których reprezentował Rodezję Południową (późniejsze Zimbabwe) w zawodach hokeja na trawie. Zagrał w czterech z sześciu spotkań fazy grupowej. Były to kolejno mecze przeciwko reprezentacjom: Wielkiej Brytanii (1–4), Pakistanu (0–6), Japonii (1–2) i Nowej Zelandii (2–1). We wszystkich spotkaniach zagrał na pozycji prawego obrońcy, nie zdobywając gola. Drużyna Rodezji zajęła 6. miejsce w grupie, a w końcowym zestawieniu 11. pozycję ex aequo z Belgią (na 15 startujących reprezentacji).
Uprawiał także krykiet, w 1961 roku rozegrał 2 spotkania dla reprezentacji Rodezji.